# Uri Poliavich
Uri Poliavich (n. 1981, Ucraina) este un om de afaceri, filantrop, și fondatorul Soft2Bet, furnizor de soluții complete pentru industria jocurilor de noroc.

## Biografie
Poliavich s-a născut în anul 1981, în Ucraina. La vârsta de 14 ani, s-a mutat împreună cu familia în Israel, unde a terminat liceul și stagiul obligatoriu militar, cu durată de trei ani. Între 2005 și 2009, a obținut licența în Drept (LLB), cu specializarea „Studii Juridice”, în cadrul universității Bar-Ilan. Poliavich și-a început cariera ca avocat, lucrând mai ales în două domenii, cel comercial și cel imobiliar.
Între 2007 și 2010, Poliavich a lucrat ca stagiar juridic în cadrul HBW Law. Între 2010 și 2012, a ocupat funcția de Vicepreședinte pentru Dezvoltarea Afacerilor în cadrul WK Group. În 2012, Poliavich s-a mutat împreună cu familia în Moldova, ocupând în același timp funcția de Consultant pentru Piețele Emergente în cadrul Playtech. De asemenea, a fost COO în cadrul IMS Limited, unde a supravegheat operațiunile de iGaming, serviciul de suport pentru clienți, partea financiară, precum și domeniul de marketing, până în august 2016.
În 2016, Poliavich a înființat Soft2Bet, care a început ca startup, apoi a evoluat într-un furnizor global de iGaming. În 2024, Poliavich a extins operațiunile Soft2Bet în Malta, deschizând oficial un nou sediu local. Poliavich a extins operațiunile grupului pe piața nord-americană, obținând o licență pentru iGaming, emisă de AGCO (Comisia pentru Alcool și Jocuri din Ontario). În septembrie 2024, a primit distincția de „Liderul Anului” în cadrul SBC Awards, precum și de „Directorul Anului” în cadrul Global Gaming Awards EMEA.

### Filantropie
În 2020, împreună cu soția sa, Yael, a înființat Fundația Yael. Începând cu 2025, fundația este activă în 37 de țări, susținând peste 13,500 de copii evrei, prin programe educaționale, tabere de vară, și alte inițiative.